# Zmarzły Staw Mięguszowiecki
Zmarzły Staw Mięguszowiecki (słow. Ľadové pleso v Zlomiskách, Ľadové pleso pod Železnými bránami, niem. Eissee, Mengsdorfer Eissee, Trümmertal-Eissee, węg. Jeges-tó, omladék-völgyi Jeges-tó) – staw położony w Dolinie Złomisk (Zlomisková dolina, odnoga Doliny Mięguszowieckiej), w słowackiej części Tatr Wysokich.
Znajduje się na wysokości 1925 m n.p.m. Jego powierzchnia według pomiarów Josefa Schaffera z 1928 r. to 2,11 ha, wymiary 236 × 148 m, głębokość 10,2 m, pojemność 98 827 m³. Wyniki pomiarów pracowników TANAP-u z lat 1961–67: powierzchnia 2,255 ha, 225 × 150 m, głębokość 9,6 m. Staw otoczony jest surową, wysokogórską panoramą, wśród której wybijają się takie szczyty jak Wysoka czy Ganek. Wypływa z niego Zmarzły Potok (Ľadový potok) będący głównym dopływem leżącego niżej Popradzkiego Stawu (Popradské pleso). Obok jeziora przebiega nieznakowana ścieżka na Wschodnie Żelazne Wrota, jednak jest ona dostępna jedynie z uprawnionym przewodnikiem. Dawniej ścieżka ta do stawu była znakowana (szlak żółty).